# Fadhil Sausu
Fadhil Sausu (sinh ngày19 tháng 4 năm 1985) là một cầu thủ bóng đá người Indonesia hiện tại thi đấu cho Bali United ở Liga 1. Anh có màn ra mắt khi gia nhập đội trẻ Persisam Putra Samarinda năm 2006.

## Sự nghiệp
Fadil được tuyển bởi Persik Kediri để thi đấu ở Indonesia Super League 2008–09.
Sau một mùa giải với Persik Kediri, Fadil được Fachry Husaini triệu tập để gia nhập Bontang FC. Anh gia nhập Bontang FC hai mùa giải trước khi chuyển đến Mitra Kukar.

## Sự nghiệp quốc tế
Anh có màn ra mắt quốc tế cho đội tuyển quốc gia ngày 4 tháng 10 năm 2017, trước Campuchia.
| Đội tuyển quốc gia Indonesia | Đội tuyển quốc gia Indonesia | Đội tuyển quốc gia Indonesia |
| Năm                          | Số trận                      | Bàn thắng                    |
| ---------------------------- | ---------------------------- | ---------------------------- |
| 2017                         | 1                            | 0                            |
| Tổng cộng                    | 1                            | 0                            |